# Copelatus galapagoensis
Copelatus galapagoensis es una especie de escarabajo buceador del género Copelatus, de la subfamilia Copelatinae, en la familia Dytiscidae. Fue descrito por G. R. Waterhouse en 1845.